# Star Racing Team
 (juillet 2025).
Motif : Insuffisamment de sources secondaires démontrant le notoriété requise pour un article Cf WP:CAA et WP:NPER
- Archive Wikiwix
- Bing
- Cairn
- DuckDuckGo
- E. Universalis
- Gallica
- Google
- G. Books
- G. News
- G. Scholar
- Persée
- Qwant
- (zh) Baidu
- (ru) Yandex
- (wd) trouver des œuvres sur Wikidata

| 1. | Préciser le motif de la pose du bandeau. | Précisez le motif de la pose du bandeau en utilisant la syntaxe suivante : {{admissibilité à vérifier\|date=juillet 2025\|motif=remplacez ce texte par le motif}}                     |
| 2. | Informer les utilisateurs concernés.     | Pensez à avertir le créateur de l'article, par exemple, en insérant le code ci-dessous sur sa page de discussion : {{subst:avertissement admissibilité à vérifier\|Star Racing Team}} |

Le Star Racing Team est une écurie automobile créée sous l'égide de Moustache dont les pilotes étaient des personnalités du cinéma, de la chanson et du sport, qui participaient d'abord sur des Simca 1000 Rallye 2 puis plus tard sur des Seat pour assouvir leur passion de la compétition automobile. Certaines avaient même de bonnes dispositions au pilotage. Parmi celles-ci, il y avait Jean-Louis Trintignant, Eddie Vartan, Claude Brasseur, Guy Marchand, et exceptionnellement Johnny Hallyday.